# 225 Batalion WOP
225 Batalion Wojsk Ochrony Pogranicza – samodzielny pododdział Wojsk Ochrony Pogranicza.

## Formowanie i zmiany organizacyjne
Na podstawie rozkazu MBP nr 043/org z 3 czerwca 1950, na bazie 11 Brygady Ochrony Pogranicza, sformowano 22 Brygadę Wojsk Pogranicza, a z dniem 1 stycznia 1951 19 batalion Ochrony Pogranicza przemianowano na 225 batalion WOP.
W 1954 batalion przeniesiono do Hajnówki.
Z dniem 15. 11.1955 zlikwidowano sztab batalionu. Strażnice podporządkowane zostały bezpośrednio pod sztab brygady. W sztabie brygady wprowadzono stanowiska nieetatowych oficerów kierunkowych odpowiedzialnych za służbę graniczną strażnic . Budynki koszarowe zaadaptowano na szpital z przychodnią lekarską.

## Struktura organizacyjna
- dowództwo i pododdziały sztabowe – Kleszczele
- 134 strażnica WOP – Białowieża
- 135 strażnica WOP – Jodłówka
- 136 strażnica WOP – Czeremcha

w 1954 batalionowi podlegały:
- 126 strażnica WOP Jałówka
- 127 strażnica WOP Masiewo
- 128 strażnica WOP Białowieża
- 129 strażnica WOP Jodłówka
- 130 strażnica WOP Czeremcha
- 131 strażnica WOP Tokary

## Dowódcy batalionu
- kpt. Jan Krasowski (?-1951)
- kpt. Jan Doliński (1951-?)